# مخلوط‌کن بتن

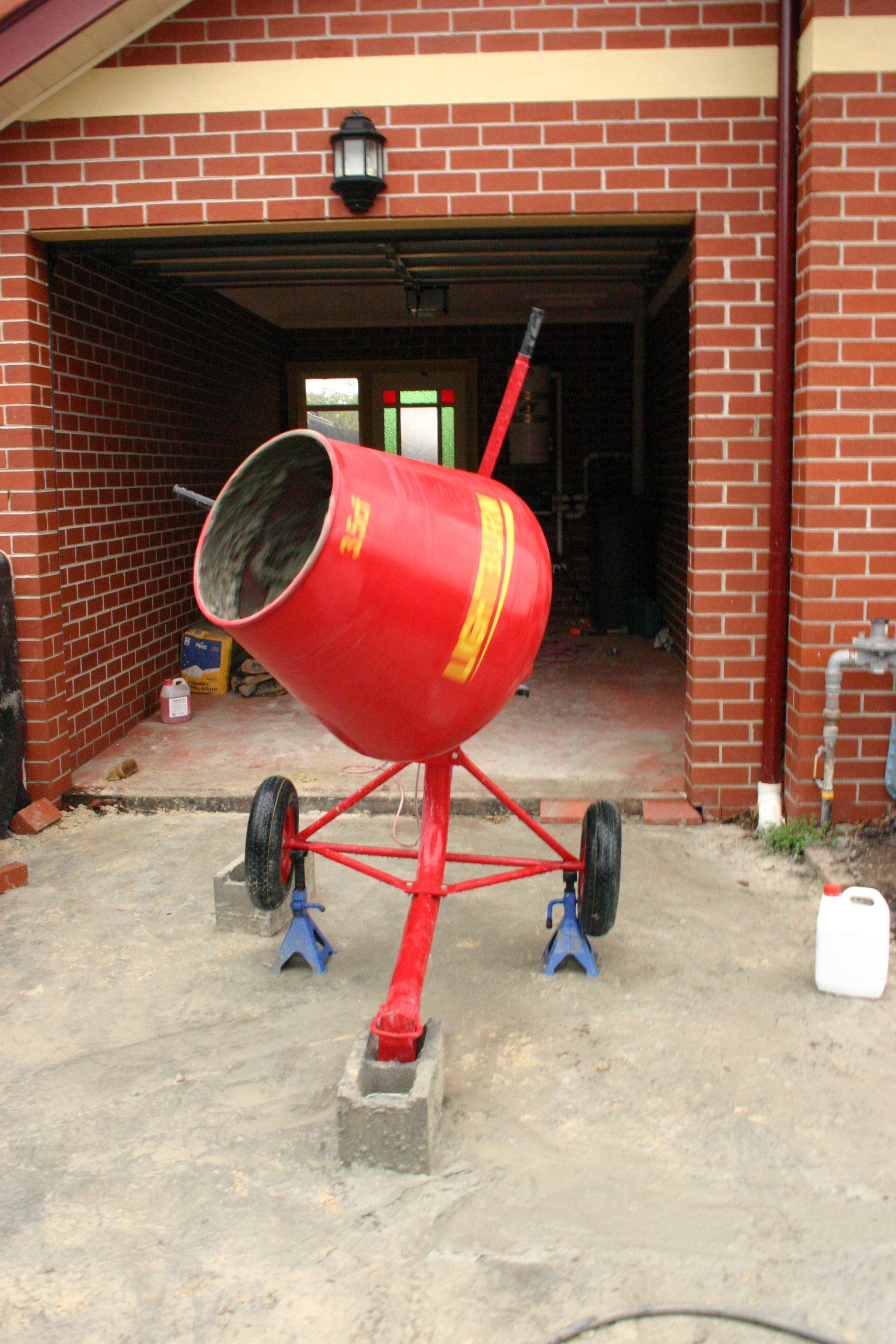
یک مخلوط‌کن سیار با جام و پایه و چرخ. دستهٔ اهرم بر روی این مخلوط‌کن برای آسانی ریختن بتن در فرغون به‌کار می‌رود.

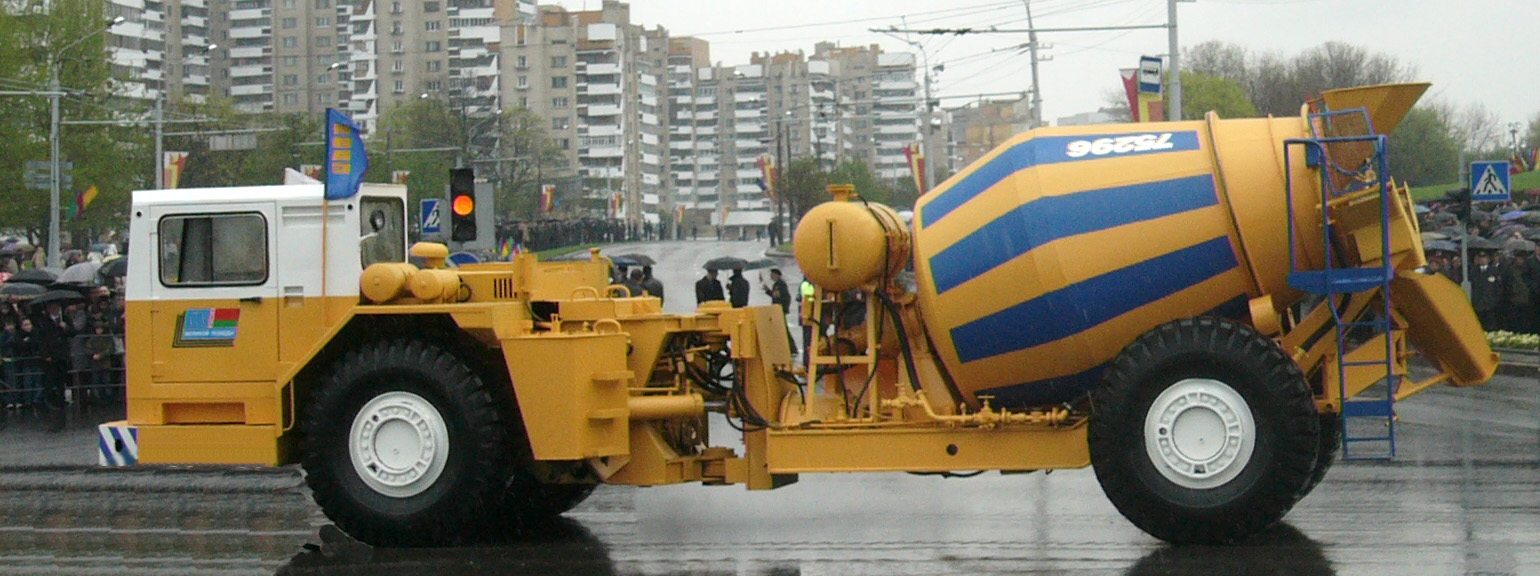
کامیون مخلوط‌کن.

هر مخزن حمل بتن که بتواند در حین انتقال بتن آن را بچرخاند و از طرفی سبب اختلاط آن شود و از سوی دیگر مانع گیرش آن تا محل مصرف نهایی گردد، بتونیِر نام دارد. این مخازن بنا به ضرورت می‌تواند بر روی کامیون،تریلی یا هر نوع قوای محرکه حنی واگن های ریلی نیز مستقر شود.چنانچه تراک میکسر برای انجام تمام عملیات اختلاط استفاده می شود،این عمل می‌تواند در محل تولید بتن قبل از رفتن به کارگاه یا در محل کارگاه یا حتی در حین مسیر انجام شود.
گاهی نیز از تراک میکسرها برای تکمیل عملیات اختلاط استفاده می شود. در این حالت باید یک کارخانه مرکزی اختلاط بتن،برای انجام اختلاط اولیه مورد استفاده قرار می‌گیرد. هنگامی که از تراک میکسر ها به عنوان انتقال دهنده بتن ساخته شده توسط بتن مرکزی استفاده می‌شود ، تراک میکسر ها تنها به عنوان واحد همزن عمل می‌کند.
در مخلوط‌کن، محفظه مدوری که مواد بتن در آن ریخته می‌شود جام نام دارد.
ترتیب افزودن مواد متشکله بتن در مخلوط‌کن، نقش مهمی را در یک‌نواختی بتن خواهد داشت.
باید از اضافه بارکردن مخلوط‌کن پرهیز کرد، به ویژه در مورد سنگ‌دانه‌های بسیار سنگینی همچون ذرات پانچی فولادی اندازه محموله را باید تا حدود ۵۰٪ ظرفیت اسمی مخلوط‌کن کاهش داد. از آنجا که برخی سنگدانه‌ها کاملاً ترد و شکننده‌اند، باید برای جلوگیری از شکسته شدن سنگ‌دانه‌ها که تاثیرات زیان‌بخشی بر کارایی و آب‌اندازی بتن دارد، از مخلوط کردن زیاد بتن پرهیز کرد.
به کامیون‌های حمل‌کننده جام مخلوط‌کن، کامیون مخلوط‌کن یا تراک‌میکسر گفته می‌شود.